# Otto Münkel
Otto Münkel (* 13. Juni 1875 in Hannover; † 19. Juni 1939 in Berlin-Wilmersdorf) war ein deutscher Verwaltungsjurist und Parlamentarier.

## Leben
Münkel studierte an der Philipps-Universität Marburg Rechtswissenschaft. Am 15. Dezember 1894  wurde er im Corps Teutonia zu  Marburg recipiert. Er wurde 1899 zum Dr. iur. promoviert. Ab 1904 war er Stadtsyndikus und Polizeidirektor in Celle. 1914–1918 nahm er am Ersten Weltkrieg teil, zuletzt als Major d. R. 1919/20 gehörte er dem Provinziallandtag der Provinz Hannover an, in den er für den Oberbürgermeister Wilhelm Denicke nachrückte. Nach seiner Zeit in Celle wurde er Geschäftsführer des Berufsvereins der höheren Kommunalbeamten mit Sitz in Berlin.